# La forja de Vulcà
La forja de Vulcà (títol original: La fragua de Vulcano) és un quadre del pintor espanyol Diego Velázquez pintat el 1630.
Ingressa al Museu del Prado (Madrid) el 5 d'agost de 1819 on encara continua amb número d'inventari 1.171.
Pintat el 1630 a Roma durant el primer viatge de l'artista sevillà. El pintor va pintar aquest quadre, juntament amb l'obra La túnica de Josep, sense encàrrec reial, encara que poc després van ingressar a les col·leccions reials, La túnica de Josep al Monestir de l'Escorial i La Forja de Vulcà al Palacio del Buen Retiro.
Es creu que un gravat d'Antonio Tempesta (Florència, 1555 - Roma, 1630) podria haver servit d'inspiració a Velázquez en aquesta ocasió.
Aquesta pintura narra el moment en què el jove déu Apol·lo comunica a Vulcà (déu del foc i protector dels ferrers) l'adulteri de la seva dona Venus amb Mart (déu de la guerra) per qui està forjant una armadura (segons el breu relat d'Ovidi a Les Metamorfosis, llibre IV, 1)